# Vienna Nightrow

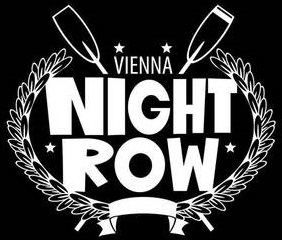
Logo des Vienna Nightrow

Das Vienna Nightrow ist eine seit 2011 jährlich in Wien (Österreich) stattfindende internationale Rudersprintregatta des Ersten Wiener Ruderclubs LIA für gesteuerte Achter.

## Konzept
Ein Team aus ehemaligen Aktiven, Trainern, Vereinsfunktionären, Schiedsrichtern und Funktionären des Österreichischen Ruderverbandes hatte sich zur Erhöhung der medialen Aufmerksamkeit für den Rudersport in Österreich das Ziel gesetzt, ein neuartiges und für Zuschauer attraktives Wettkampfformat in dieser Sportart anzubieten. Das „Vienna Nightrow“ ist eine Ruderregatta, die seit 2011 jährlich auf einer 350 m langen Sprintstrecke auf der Alten Donau und seit 2015 auf der Neuen Donau in Wien ausgetragen wird. Die Vorläufe der Regatta beginnen am späten Nachmittag und gehen abends in die Finalläufe bei Flutlicht über. Neben den Achtern werden auch Firmenrennen im gesteuerten Doppelvierer oder in Drachenbooten (im Jahr 2015) ausgetragen.

## Austragungen
Die Regatta „Vienna Nightrow“ fand zum ersten Mal am Samstag, 2. Juli 2011 statt. 19 Achter aus Deutschland, Österreich und der Schweiz sowie vier Firmenteams im gesteuerten Doppelvierer waren am Start. Im Folgejahr 2012 fand die Regatta am Samstag, 30. Juni 2012, mit bereits 32 Achtern aus Großbritannien, Italien, der Slowakei, Slowenien, Ungarn und Österreich statt. Weiters gingen 14 Firmenteams im gesteuerten Doppelvierer an den Start. Die zweite Austragung wurde mit einem Livebeitrag im ORF Radio Wien mit Hademar Bankhofer bzw. in KroneHit sowie einem ORF-Sportbeitrag medial begleitet.
Am Samstag, 29. Juni 2013, fand die Regatta zum dritten Mal statt. 37 Achter aus Belgien, Deutschland, Italien, Kroatien, Polen, Slowakei, Slowenien, Ungarn, Österreich und zwölf Firmenteams im gesteuerten Doppelvierer waren am Start. Dabei wurde erstmals eine Kooperation zwischen dem „Vienna Nightrow“ und der Universität Wien durchgeführt, die im Jahr 2015 zu ihrem 650-jährigen Jubiläum eine Universitätsruderregatta in Wien veranstalten möchte. Als Startschuss dieses Projekts diente das „Vienna Nightrow“ im Jahr 2013, zu dem neben den Vereinsachtern auch Mannschaften von europäischen Universitäten eingeladen waren. Medial wurde die dritte Austragung mit einem Fotoshooting im weltweit verbreiteten Red Bulletin-Magazin und mit Beiträgen im Uni:View Magazin der Universität Wien, der Neuß-Grevenbroicher Zeitung, im ORF-Sport-Bild und bei ORF SPORT + begleitet.
„Vienna Nightrow 2014“ fand am Samstag, 28. Juni 2014 statt. Insgesamt 47 Achter aus Australien, Belgien, Deutschland, Großbritannien, Kroatien, Österreich, Polen, Schweiz, Slowakei, Slowenien, Tschechische Republik und Ungarn waren am Start. Neben den Achtern nahmen auch zwölf Firmen-/Promiteams im gesteuerten Doppelvierer an der Regatta teil. Unter den Teilnehmern waren unter anderem Serge Falck, Fabienne Nadarajah, Mirna Jukić und Christian Clerici. Die Kooperation mit der Universität Wien wurde auch 2014 weitergeführt und so fand ein eigenes Universitätsrennen mit insgesamt 6 Achtern statt, worunter auch die University of Cambridge zu finden war.
Im Jahr 2015 fand das „Vienna Nightrow“ am Samstag, 27. Juni 2015 statt, wobei die Universität Wien zusammen mit „Vienna Nightrow“ anlässlich ihres 650-jährigen Jubiläums eine eigene Universitätsruderregatta am Vortag, am Freitag, 26. Juni 2015 organisierte, wo internationale Universitäten eingeladen waren. Insgesamt waren somit 48 Achter aus Belgien, Deutschland, Großbritannien, Italien, Kroatien, Österreich, Polen, Schweden, Schweiz, Slowakei, Slowenien, Türkei und Ungarn am Start.
„Vienna Nightrow 2016“ findet am Samstag, 25. Juni 2016 statt.

## Ergebnisse
| Jahr | Frauen 8+                 | Männer 8+                       | Mixed 8+                      | Juniorinnen 8+                    | Junioren 8+                                          | Universität 8+                  | Firmen 4x+   |
| ---- | ------------------------- | ------------------------------- | ----------------------------- | --------------------------------- | ---------------------------------------------------- | ------------------------------- | ------------ |
| 2011 | 1. WRC LIA                | RV Austria                      | RGM WSV Ottensheim/RV Austria | –                                 | RGM 1. WRC LIA/RV Friesen                            | –                               | –            |
| 2012 | 1. WRC LIA                | RV Austria                      | 1. WRC LIA                    | 1. WRC LIA                        | WSV Ottensheim                                       | –                               | TU Wien IBPM |
| 2013 | Crefelder RC              | FRG Germania                    | RGM 1. WRC LIA/RV Friesen     | RGM WSV Ottensheim/RV Wiking Linz | RGM 1. WRC LIA/RV Staw                               | Ruderteam Universität Zagreb    | TU Wien IBPM |
| 2014 | 1. WRC LIA                | 1. WRC LIA                      | RV Villach von 1881           | –                                 | RGM Klagenfurter RV Albatros/RV Villach von 1881     | Ruderteam Universität Cambridge | TU Wien IBPM |
| 2015 | Kaffemacherachter Dresden | Ruderteam Universität Cambridge | WRC Pirat                     | 1. WRC LIA                        | RGM 1. WRC LIA/WRC Pirat                             | Ruderteam RWTH Aachen           | –            |
| 2016 | HavelQueen-Achter         | 1. WRC LIA                      | 1. WRC LIA                    | RV Wiking Linz                    | WSV Ottensheim                                       | –                               | Karner KG    |
| 2017 | Lübeck Achter             | 1. WRC LIA                      | RV Villach von 1881           | Lombardia Rowing                  | RGM 1. WRC LIA/WRK Donau/WRC Pirat/RV Staw/Ister LRV | USV TU Dresden                  | –            |